# INDEPENDIENTE
《INDEPENDIENTE》（中譯：傲視群雄）是日本樂團Dragon Ash的第十張專輯（完整錄音室專輯為第七張）。專輯選在2007年2月21日推出，與十年前（1997年）的第一張專輯《The day dragged on》發行日期相同。專輯名稱「INDEPENDIENTE」在西班牙語中有「獨立、自由、孤高」的含意。日本初回版與台灣版的專輯內附贈「Ivory」、「few lights till night」、「夢で逢えたら」三首歌曲的音樂錄影帶。
專輯內所有歌曲都是由降谷建志（Kj）作詞、Dragon Ash 作曲，除了第11首歌「Luz del sol」是由決明子（ケツメイシ）的大藏作詞，並和 Dragon Ash 共同作曲。

## 曲目
1. Independiente (Intro) - 2:04
2. Develop the music - 4:00
3. stir - 4:16
4. Fly - 4:02
5. Ivory - 4:16
6. Libertad de fiesta - 4:06
7. El Alma feat.SHINJI TAKEDA - 4:00
8. Rainy - 4:11
9. Step snow (interlude) - 2:06
10. Samba 'n' bass - 4:11
11. Luz del sol feat. 大蔵 from ケツメイシ - 4:17
12. few lights till night - 4:35
13. Beautiful - 4:12
14. 夢で逢えたら - 4:43

### CD EXTRA 音樂錄影帶
1. Ivory
2. few lights till night
3. 夢で逢えたら

## 外部連結
- （日語）Dragon Ash 官方網站（页面存档备份，存于）